# Bolíviai spanyol nyelvjárás

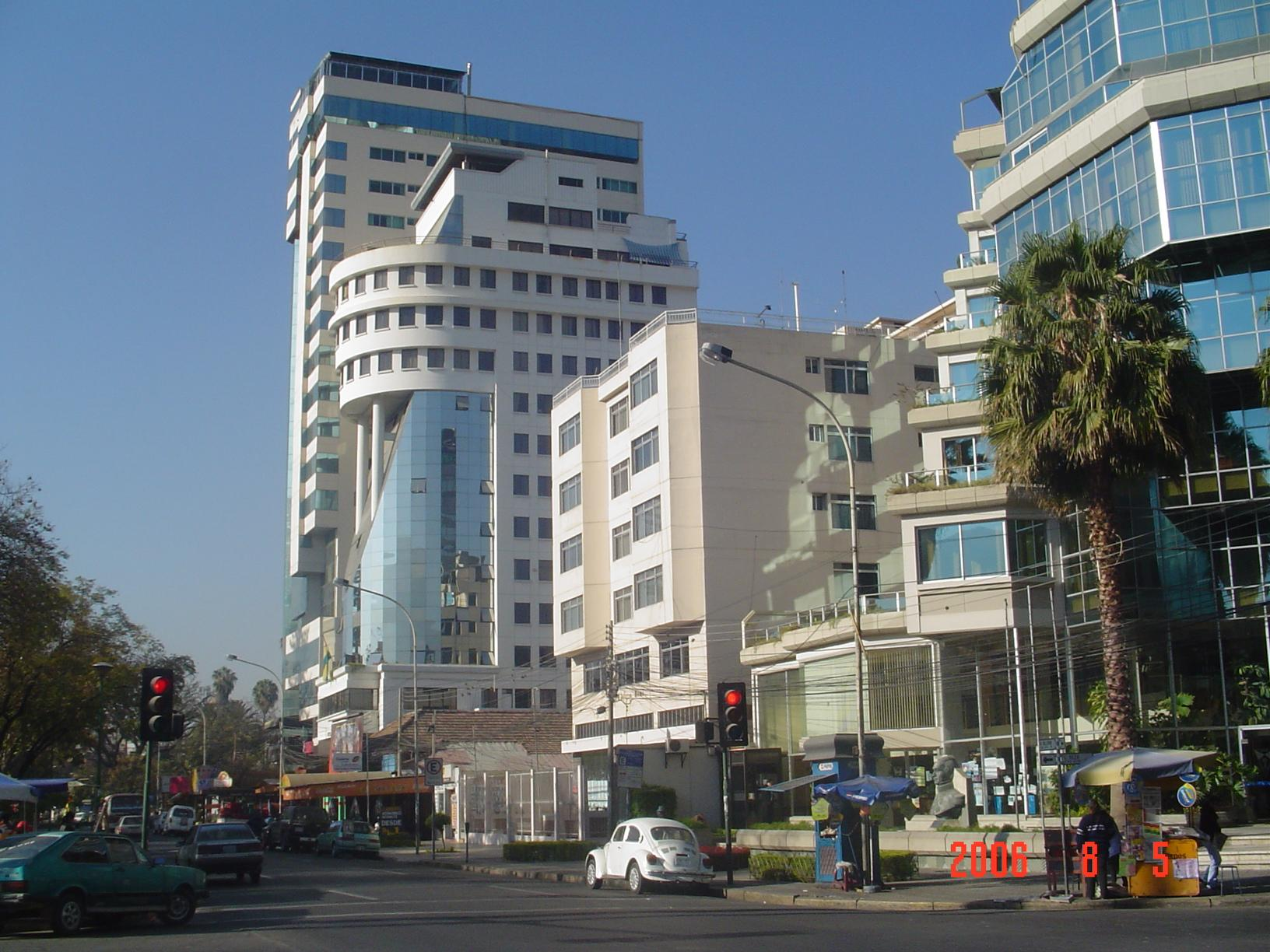
Cochabamba, Bolívia egyik legnagyobb városa

A bolíviai spanyol nyelvjárás (español boliviano) a kasztíliai spanyol nyelv Bolíviában használt változata. Bolívia mai területén az Inka Birodalom előtti időkben az ún. qulla kultúra virágzott, és különböző indián nyelveket beszéltek. A qulla (spanyolul colla) törzsek nyelve az ajmara volt (így összefoglaló néven később ajmaráknak nevezik őket), egy másik jelentősebb nyelv pedig a guaraní. A területet az inkák nem sokkal a spanyolok hódítása előtt foglalták el a 15. század vége felé, s birodalmuk így létrejött tartományát Qulla Suyunak (’A qullák földje’) nevezték el, elterjesztve egyúttal a kecsuát mint a birodalom hivatalos nyelvét. Azonban az ajmarát és a guaranít nem sikerült kiszorítaniuk: e három jelentősebb nyelv meghatározó szerepet játszott – és játszik ma is – a bolíviai spanyol nyelvváltozatok kialakulásában. Bolívia ma is soknemzetiségű ország: a spanyolon, valamint az előzőekben említett három fontosabb indián nyelven kívül mintegy 32 indián nyelvet beszélnek.

## Nyelvjárási zónák
Bolíviában az őshonos indián nyelvek szubsztrátuma–adsztrátuma, valamint az indián–spanyol kétnyelvű területek alapján három jól elkülöníthető nyelvjárási zóna különböztethető meg, amelyeket az ábécé nagybetűivel jelölnek:
„A” zóna: a bolíviai Andok középső és délnyugati része, amelyen a La Paz, Oruro, Cochabamba, Potosí és Chuquisaca tartományok értendők. A zónában használt spanyol nyelvváltozat neve castellano colla (a helyi lakosok elnevezéséből). Markáns spanyol–ajmara, illetve spanyol–kecsua kétnyelvűség. További négy alzóna. 
Történeti áttekintés. A spanyol hódítók, akik Peru területéről érkeztek, városokat alapítottak, és létrehozták Felső Peru (Alto Perú) gyarmati intézményeit. A bányakincsekben gazdag Potosí területén született meg La Plata és politikai–közigazgatási központja: az Audiencia de Charcas. A terület őslakosai a qullák (collas), akik az Inka Birodalom hivatalos nyelvét, a kecsuát, és az ajmarát beszélték. A Nyugat-Bolíviában fekvő terület népessége magas arányban keveredett („mesztizálódott”). A nem kizárólag egynyelvű területeken a spanyol kétnyelvűségben él vagy a kecsuával, vagy az ajmarával. A városokban elsősorban spanyolul beszélnek.
„B” zóna: az északi és a keleti síkság (Llanos del Norte/Oriente), a Pando, Beni és Santa Cruz tartományokkal. A beszélt nyelvváltozat neve castellano camba (a helyi lakosok elnevezéséből). A tupí–guaraní nyelvek hatása jellemzi. További négy alzóna. 
Történeti áttekintés. A spanyol hódítók Paraguay területéről érkeztek, megalapították a keleti városokat, amelyek a Real Audiencia de Charcas alá tartoztak. Az itt élő indián törzsek (összefoglaló néven, spanyolul: cambas) nagy része az őserdőbe, vagy a folyópartokra húzodott vissza, azonban mély nyomokat hagytak a fehérekkel való keveredés során, főleg a szókincsben és a fonetikában. A városokban kizárólag spanyolul beszélnek. A nyugati részen lévő Vallegrande átmeneti terület a camba és a colla népesség között, ahol a kecsua hatása erősebb volt.
„C” zóna: az ország legdélebbi részének középső völgyei. Tarija tartomány tartozik ide. A spanyol nyelvváltozat neve castellano chapaco (a helyi lakosok elnevezéséből). Kecsua szubsztrátumhatás; kisebb mértékben a mataco és a guaraní nyelvek hatása.
Történeti áttekintés. Tarija városát Luis Fuentes alapította. Hol az Audiencia de Charcas, hol Tucumán kormányzósága alá tartozott, majd különvált. Az etnikumok keveredése az ún. chapaco típust hozta létre (a helyi őslakosok elnevezése), akik az andalúzokra hasonlítanak. A nyelvjárás jellegzetességei főként a hanglejtésben és a szókincsben mutatkoznak. A zónában csak spanyolul beszélnek.

## Sajátosságok
A bolíviai spanyol nyelvjárás jellemzőit zónánként vizsgáljuk. Minden egyes zóna rendelkezik meghatározott fonológiai, illetve morfoszintaktikai sajátosságokkal, amelyek az alábbiak:

### „A” zóna
- Az ll /ʎ/ fonéma megőrzése, amely a legtöbb nyelvjárásból már kiveszett az y /ʝ/ javára.
- Az /s/ jellegzetes („félsusogó”) ejtése szó- és szótag végén.
- Az -rr- zöngés alveoláris réshangként való ejtése (kb. magyar z).
- Az i~e, o~u magánhangzók ejtésének ingadozása (mivel a kecsua és az ajmara nyelvben csak /a, i, u/ magánhangzók léteznek).
- Morfológiai jellegzetességei közé tartozik, hogy a 16 igeidőből csak tízet használnak: a kijelentő módból a pretérito anterior, futuro perfecto és condicional perfecto, a kötőmódból pedig a pretérito pluscuamperfecto, futuro imperfecto és futuro perfecto időket nem használják (az utóbbi kettő a többi nyelvjárásban sem használatos, csupán az írott nyelv néhány kifejezésében).
- A kötőmódot részben kiszorította a kijelentő mód használata: No creemos que este es (=sea) el camino más correcto para solucionar nuestro problema. ’Nem hisszük, hogy ez a leghelyesebb út a problémánk megoldására.’
- Az egyes szám második személyben a vos névmásnak megfelelő alakot használják (voseo): muéstrame → mostráme ’mutasd meg nekem’, pídele → pedíle ’kérd el tőle’, pon → poné ’helyezd’.
- Gyakori a pleonasztikus duplikáció, pl. az en elöljáró használata az aquí, allá (’itt, ott’) helyhatározószókkal, amelyek már önmagukban is kifejezik; vagy pl. a tárgyesetű személyes névmás használata, amikor a mondatnak rendes tárgya van: vémelo (=veme) el asado ’nézd meg nekem a sültet’.

### „B” zóna
Corazón de piedra
Esa chica no me quiere
Aunque ella diga que me adora
El fin de semana no estaré
Porque eres una mujer ingrata
Yo soy soltero y quiero una mujer
Que ame y quiera de verdad
Corazón de piedra
Tienes, ingrata, y no puedes cambiar
„Az a lány engem nem szeret
Még ha ő azt is mondja, hogy imád
A hét végén nem leszek
Mert egy hálátlan nő vagy
Én nőtlen vagyok és olyan nőt akarok
Aki valóban szeret
Kőszív
Hálátlan vagy, és változni nem bírsz”
- Az ll /ʎ/ hang megőrzése, mint az „A” zónában.
- A szó- és szótagvégi /s/ gyenge hehezetté válása.
- A falusi területeken az s + b/v kapcsolatát [f]-nek ejtik: desvelo [deˈfelo] ’virrasztás’, más bien [maˈfjen] ’inkább’.
- A latin f-ből származó h- erősen hangzik a falusi területeken: hacha [ˈxaʧa] ’balta’.
- Az r az l hang előtt hehezetté válik: mirlo [ˈmihlo] ’rigó’.
- A -d- kiesése az -ado, -ido végződésben: ganado [gaˈnao] józság, perdido [perˈdiu].
- A szóvégi -e gyakran bezáródik -i-re.
- A szavak hangsúlyozása néha eltér a sztenderdtől: boina → boína ’sapka’, teníamos → teniamós ’nekünk volt’.
- Alaktanilag e nyelvjárási zóna egyik jellegzetessége a sztenderdtől köznyelvtől eltérő – valószínűleg tupí–guaraní eredetű – kicsinyítő és nagyító képzők használata, mint az -ingo, -inga és az -ango, -anga (nagyító).
- Az igeragozásban nem használják a kijelentő mód befejezett régmúltját (pretérito anterior, pl. hube amado), a folyamatos múlt (pretérito imperfecto) második ragozását (pl. amase), illetve a kötőmód két jövő idejét.
- Az „A” zónához hasonlóan szintén a vos névmást és az annak megfelelő igealakokat használják.
- A többi amerikai spanyol nyelvjáráshoz hasonlóan a beszélt nyelvben gyakoribb a körülírásos jövő idő használata, mint a szintetikusé: voy a cantar (cantaré) ’énekelni fogok’.
- A jelen idejű feltételes mondatok mellékmondataiban a condicional simple helyett pretérito imperfecto áll: si vos me acompañaras, yo iba (=iría) ’ha te elkísérnél, én mennék’.

### „C” zóna
- Az ll hang megtartása az „A” és „B” zónákhoz hasonlóan.
- A szó- és szótagvégi /s/ a művelt és városi beszédben nem válik hehezetté, a falusi területeken viszont jellemző.
- A latin f-ből származó h- hangot kiejtik: harto [ˈharto] ’elég’, hecho [ˈheʧo] ’csinált’ (melléknévi igenév).
- A -ado, -ido végződésben a -d- eltűnése, amely szinteén jellemző a „B” zónára.
- A népi nyelvben előfordulnak különböző szódeformációk is: antes → denantes → endenantes ’előbb’; entrar → dentrar ’belépni’; leer → leyer ’olvasni’; haya → haiga; de repente → redepente ’hirtelen’; stb.
- Morfoszintaktikailag az „A” zónával mutat egyezéseket.